# Spathiphyllum bariense
Spathiphyllum bariense är en kallaväxtart som beskrevs av George Sydney Bunting. Spathiphyllum bariense ingår i släktet Spathiphyllum och familjen kallaväxter. Inga underarter finns listade.